# Campeonato Mundial de Vóley Playa de 1997
El I Campeonato Mundial de Vóley Playa se celebró en Los Ángeles (Estados Unidos) entre el 10 y el 13 de septiembre de 1997 bajo la organización de la Federación Internacional de Voleibol (FIVB) y la Federación Estadounidense de Voleibol.
Las competiciones se realizaron en un estadio constriudo temporalmente en el campus de la UCLA.

## Medallistas
| Evento    | Oro                                           | Plata                                      | Bronce                                                                                     |
| --------- | --------------------------------------------- | ------------------------------------------ | ------------------------------------------------------------------------------------------ |
| Masculino | Rogério Ferreira · Guilherme Marques · Brasil | Canyon Ceman Mike Whitmarsh Estados Unidos | Paulo Emílio Silva · Paulo Moreira · Brasil · Kent Steffes · Dain Blanton · Estados Unidos |
| Femenino  | Sandra Pires · Jacqueline Silva · Brasil      | Lisa Arce Holly McPeak Estados Unidos      | Adriana Behar · Shelda Bedê · Brasil · Karolyn Kirby · Nancy Reno · Estados Unidos         |

### Final masculina
|  | Semifinales                                   | Semifinales                                |         |  | Final                                         | Final |  |
|  |                                               |                                            |         |  |                                               |       |  |
|  |                                               |                                            |         |  |                                               |       |  |
|  | Rogério Ferreira · Guilherme Marques · Brasil | 10 12 15                                   |         |  |                                               |       |  |
|  | Paulo Emílio Silva · Paulão Moreira · Brasil  | 12 9 13                                    |         |  |                                               |       |  |
|  |                                               |                                            |         |  |                                               |       |  |
|  |                                               |                                            |         |  |                                               |       |  |
|  |                                               |                                            |         |  | Rogério Ferreira · Guilherme Marques · Brasil | 5 12  |  |
|  |                                               | Canyon Ceman Mike Whitmarsh Estados Unidos | 12 8 10 |  |                                               |       |  |
|  |                                               |                                            |         |  |                                               |       |  |
|  |                                               |                                            |         |  |                                               |       |  |
|  |                                               |                                            |         |  |                                               |       |  |
|  |                                               |                                            |         |  |                                               |       |  |
|  | Kent Steffes Dain Blanton Estados Unidos      | 5 8                                        |         |  |                                               |       |  |
|  | Canyon Ceman Mike Whitmarsh Estados Unidos    | 12                                         |         |  |                                               |       |  |

### Final femenina
|  | Semifinales                              | Semifinales                              |          |  | Final                                 | Final    |  |
|  |                                          |                                          |          |  |                                       |          |  |
|  |                                          |                                          |          |  |                                       |          |  |
|  | Lisa Arce Holly McPeak Estados Unidos    | 12                                       |          |  |                                       |          |  |
|  | Karolyn Kirby Nancy Reno Estados Unidos  | 4 9                                      |          |  |                                       |          |  |
|  |                                          |                                          |          |  |                                       |          |  |
|  |                                          |                                          |          |  |                                       |          |  |
|  |                                          |                                          |          |  | Lisa Arce Holly McPeak Estados Unidos | 11 12 10 |  |
|  |                                          | Sandra Pires · Jacqueline Silva · Brasil | 12 10 12 |  |                                       |          |  |
|  |                                          |                                          |          |  |                                       |          |  |
|  |                                          |                                          |          |  |                                       |          |  |
|  |                                          |                                          |          |  |                                       |          |  |
|  |                                          |                                          |          |  |                                       |          |  |
|  | Sandra Pires · Jacqueline Silva · Brasil | 12 4 12                                  |          |  |                                       |          |  |
|  | Adriana Behar · Shelda Bedê · Brasil     | 11 12 3                                  |          |  |                                       |          |  |

## Medallero
| Núm. | País           | Oro | Plata | Bronce | Total |
| ---- | -------------- | --- | ----- | ------ | ----- |
| 1    | Brasil         | 2   | 0     | 2      | 4     |
| 2    | Estados Unidos | 0   | 2     | 2      | 4     |
|      | TOTAL          | 2   | 2     | 4      | 8     |